# فوزي الرفاعي
فوزي خير الدين الرفاعي‌ (1908 - 1995) شاعر وحقوقي سوري. ولد في مدينة حلب. تخرّج من كلية الحقوق بالجامعة السورية عام 1930. عمل في السلك القضائي، وصار نائبًا عامًا، ثم شغل منصب محافظ دير الزور. تقاعد وإنصرف إلى المحاماة والاشتغال بالأدب. له ديوانان. 

## سيرته
ولد فوزي خير الدين الرفاعي سنة 1326 هـ/ 1908 م في حلب ونشأ بها. كان والده قاضيًا ينتقل بحكم وظيفته في البلاد رئيسًا للمحاكم في الموصل والقدس ونابلس وحماة ثم اللاذقية، ووعى منها فوزي مدينة اللاذقية وهو طفل بين سنين 1914 - 1920 ثم عاد إليها قاضيًا في النيابة العامة بين سنين 1948 - 1951 فاحبها حبًا «ملأ عليه أحلام طفولته وعاش معه شعرًا وصورًا وموسيقا». أكمل فوزي الرفاعي دراسته الابتدائية في اللاذقية ثم انتقل إلى حلب فتابع دراسته الثانوية ثم أنهى تعليمه العالي. وتخرج في كلية الحقوق في الجامعة السورية سنة 1930. دخل القضاء وتدرج حتى صار نائبًا عامًا، ثم شغل وظيفة محافظ دير الزور، ثم مارس المحاماة بعد إحالته إلى التقاعد. وشغل أيضًا وظيفة مدير الدائرة القانونية في مؤسسة مياه حلب، وانصرف أخيرًا إلى ممارسة الأدب.

توفي فوزي الرفاعي حوالي عام 1995.

## مهنته الأدبية
بدأ ينشر شعره ونثره منذ 1926 واستمر في الصحف والمجلات السورية واللبنانية. شارك في عشرات الأمسيات الأدبية والشعرية في سوريا والجزائر والمغرب، كما ألقى العديد من الأحاديث الإذاغية. 

## جوائزه
حصل على ميدالية وردة دمشق الذهبية وعلى عدد من المكافآت المالية والتقديرية من وزارة الثقافة بدمشق، ومجلة الفيصل، وغيرهما. تقلى رسائل تقدير من النادي الملكي المغربي، ووزير الإعلام السعودي، ووزير الثقافة التونسي، ووزير الثفافة الجزائري، وأمير منطقة عسير في السعودية. 

## مؤلفاته
من دواوينه الشعرية:
- ذكريات، 1976
- بقايا الذكريات، 1980

من كتبه:
- جمال عبد الناصر الرجل الإنسان